# North Troy (Vermont)
North Troy ist ein Village in der Town Troy im Orleans County des Bundesstaates Vermont in den Vereinigten Staaten mit 631 Einwohnern (laut Volkszählung von 2020). North Troy liegt im Norden in der Town Troy von der es politisch und verwaltungstechnisch abhängig ist, an der Grenze zu Kanada. Der Missisquoi River durchfließt das Village in nördlicher Richtung.

## Geschichte
Es gab für das Gebiet der Town Troy zwei Grants. Den Grant für das südliche Gebiet bekam am 13. Oktober 1792 John Kelley und den für das nördliche Gebiet Samuel Avery. Die Besiedlung startete 1800, 1801 wurden die Grants zusammengelegt und am 30. März 1802 fand die konstituierende Versammlung der Town statt. Damals unter dem Namen Missisquoi. Im Jahr 1803 wurde der Name auf Troy geändert.
Die Bahnstrecke Newport–Farnham hat eine Haltestelle in North Troy. Die Vermont State Route 105 führt in westöstlicher Richtung durch das Village und von ihr zweigt in nördlicher Richtung die Vermont State Route 243 ab, welche über eine Grenzstation nach Highwater in Québec führt.

### Einwohnerentwicklung
| Jahr      | 1800 | 1810 | 1820 | 1830 | 1840 | 1850 | 1860 | 1870 | 1880 | 1890 |
| --------- | ---- | ---- | ---- | ---- | ---- | ---- | ---- | ---- | ---- | ---- |
| Einwohner |      |      |      |      |      |      |      |      | 469  | 600  |
| Jahr      | 1900 | 1910 | 1920 | 1930 | 1940 | 1950 | 1960 | 1970 | 1980 | 1990 |
| Einwohner | 562  | 771  | 1072 | 1045 | 1077 | 1057 | 961  | 774  | 717  | 723  |
| Jahr      | 2000 | 2010 | 2020 | 2030 | 2040 | 2050 | 2060 | 2070 | 2080 | 2090 |
| Einwohner | 593  | 620  | 631  |      |      |      |      |      |      |      |

Volkszählungsergebnisse North Troy, Vermont